# 4712 Iwaizumi
A 4712 Iwaizumi (ideiglenes jelöléssel 1989 QE) a Naprendszer kisbolygóövében található aszteroida. Kin Endate,  Vatanabe Kazuró fedezte fel 1989. augusztus 25-én.